# 瓦恩高
瓦恩高是德国巴伐利亚州的一个市镇。总面积51.24平方公里，总人口3769人，其中男性1900人，女性1869人（2011年12月31日），人口密度74人/平方公里。